# Kurt Erdmann
Kurt Erdmann (Hamburgo, 9 de setembro de 1901 - Berlim, 30 de setembro de 1964) foi um historiador alemão especialista em arte islâmica e sassânida, especialmente tapetes e cerâmicas. Escreveu diversos livros sobre o tema dos tapetes orientais. Foi o diretor do Departamento Islâmico dos Museus Nacionais em Berlim Ocidental de 1958 até a sua morte. Ensinou também Arte Islâmica nas universidades de Berlim, Bonn, Cairo, e Hamburgo. De 1951 a 1958, foi professor de Arte islâmica na Universidade de Istambul.

## Início de carreira
Erdmann inicialmente começou seus estudos da Língua alemã, em 1919, mas logo interessou-se por História da Arte Européia. Fez doutorado em 1927 sob a orientação de Erwin Panofsky, em Hamburgo, com uma tese sobre Arquitetura Européia. No mesmo ano começou sua carreira como voluntário nos museus da Alemanha. Trabalhando como curador de pintura européia, ele foi convidado por Friedrich Sarre para participar de uma importante publicação sobre tapetes e imediatamente demonstrou seu profundo conhecimento do assunto.
Esta oportunidade deu início a seu interesse pela arte de confeccionar tapetes, que resultou em inúmeras contribuições escritas não exclusivamente relacionadas aos tapetes persas, mas à arte islâmica como um todo. Pesquisas sistemática em matéria de fontes, incluindo relatos de viagens e pinturas européias, e análise de padrões de tapetes, estruturas e características técnicas, levaram Erdmann a adquirir conhecimentos sobre a história geral dos tapetes orientais, bem como sobre grupos especiais de tapetes. Seus principais trabalhos sobre tapetes alcançaram o público internacional através de traduções para o inglês. Dois de seus artigos ainda são considerados importantes contribuições para o conhecimento dos tapetes safávidas.

## Tapetes e a Arte Sassânida
Escavações de 1928-29 e 1931-32, na capital sassânida de Ctesifonte, realizadas pelo colega de Erdmann no museu em Berlim, o arqueólogo Ernst Kühnel, resultaram em aquisições para o museu de objetos de arte pártia e sassânida e, provavelmente, estudos científicos da época, direcionaram Erdmann para a sua segunda área de interesse. A arte da Pérsia pré-islâmica, especialmente o período sassânida, foi de grande importância para a sua pesquisa durante a década de 1930 e 1940. Em seu estudo sobre objetos sassânidas com representações de caça, o primeiro trabalho sistemático sobre este grupo de objetos, ele desenvolveu uma seqüência cronológica, de acordo com as características da composição da coroa do rei. Outros estudos sobre as cenas de caça seguiram. Sua identificação da figura do rei em relevo na rocha em Taq-e Bostan como sendo de Perozes I (reinou 457/59-484) resultou em uma polêmica com Ernst Herzfeld, que identificou o rei como Cosroes II (reinou 591-628). Apesar dos argumentos de Herzfeld ganharem grande aceitação, esta questão ainda é um assunto de debate acadêmico. Numerosos estudos sobre os diferentes aspectos dos relevos nas rochas e a identificação das coroas foram escritos por Erdmann para determinar uma cronologia da arte sassânida. Ele esteve também preocupado com a influência de temas sassânidas sobre outras culturas. Seus pontos de vista sobre os santuários iranianos do fogo, no entanto, foram refutados por estudos mais recentes. A maior parte dos seus pontos de vista sobre a arte sassânida pode ser encontrado na primeira publicação dedicada exclusivamente a este tema.
Enquanto os tapetes e a arte sassânida eram seus dois principais focos de interesse, Erdmann escreveu extensamente sobre uma variedade de outros temas, que vão desde temas sobre os Aquemênidas até a Arquitetura Turca. Seu trabalho no museu resultou em inúmeras publicações em grupos e trabalhos individuais, indicando seu produtivo conhecimento em todos os meios da arte pré-islâmica e islâmica. Muitas aquisições efetuadas durante o período de sua gestão, no museu de Berlim, resultaram na ampliação do campo de conhecimento e de compreensão da arte persa, do período islâmico.